# Lukas Seuler
Lukas Seuler von Seulen (Brassó, 1661. március 19. – Brassó, 1735. augusztus 30.), egyes forrásokban Lucas, Szinnyeinél Seuler Lukács erdélyi szász orvos. Az 1688-as Habsburg-hatalomátvételt követő pusztítás után újjászervezte Brassó egészségügyi ellátását. 1733-ban városbíró.

## Életpályája
Az iskolát Brassóban végezte, majd Wittenbergbe ment teológiát tanulni, de ott súlyosan megbetegedett. Miután felgyógyult, úgy döntött, hogy inkább orvosnak tanul, főként azért, hogy segíteni tudjon szülővárosán, ahol akkoriban nem voltak orvosdoktorok, és számos ember lett betegségek, járványok áldozata. 1685-ben Lipcsébe majd Strasbourgba ment, 1688-tól Leidenben tanult, doktori fokozatát 1689-ben szerezte meg Harderwijkben a lázas betegségekről írt disszertációjával.
1690-ben tért vissza az egy évvel korábbi nagy tűzvész által elpusztított Brassóba. Még abban az évben a Thököly Imre táborához járuló brassói küldöttség tagja volt, és a fejedelem sebeit gondozta. Orvosként újjászervezte a város egészségügyi ellátását, tanoncokat fogadott maga mellé, újjáépítette és felújította a Zum Goldenen Pelikan (Arany Pelikán) patikát, mely akkoriban az egyetlen működő gyógyszertár volt. 1691 és 1715 között a városi orvos (1692-től tisztiorvos is) szerepét töltötte be.
Seuler politikai szerepet is vállalt, és bekerült a városvezetésbe: 1693-ban a centumvirátus képviselője (Orator), 1715-től városi tanácsos (szenátor), 1716-ban és 1721-ben városkapitány (Stadthann), 1733-ban városbíró (Stadtrichter). Ezen felül a város könyvnyomtatásának történetében is jelentős szerepet játszott: megvásárolta Johann Schnell nyomdáját, 1709-ben pedig papírmalmot is épített a Tömösön. A nyomda egészen 1773-ig volt a család birtokában.
Érdemeiért 1716-ban III. Károly magyar király nemesi rangra emelte von Seulen előnévvel.

## Családja
Nagyapja Anton Seuler brassói városi tanácsos, apja idősebb Lukas Seuler szászhermányi lelkész volt. Felesége Katharina Albrich (?–1734), akivel 1690-ben házasodott össze. Fiai Lukas (1693–1733) történész és tanácsos, és Johann Traugott (1697–1757) orvos és városbíró.
A Seuler von Seulen családot egészen a 19. századig Brassó egyik legbefolyásosabb patriciuscsaládjaként ismerték.

## Művei
- Disputatio medica inauguralis de Febribus (Harderwijk, 1689).
- De conservanda bona valetudine. Liber Scholae Salernitanae (Brassó, 1696)